# Annemarie Kletzl
Annemarie Kletzl (* 9. Februar 1940 in Walterskirchen als Annemarie Kirchmair; † 11. Dezember 2023 in Poysdorf) war eine österreichische Politikerin (ÖVP) und Angestellte. Sie war von 1969 bis 1979 Abgeordnete zum Landtag von Niederösterreich.

## Leben und Wirken
Kletzl besuchte die Handelsschule und engagierte sich zwischen 1970 und 1977 im Gemeinderat von Prottes. Sie vertrat die ÖVP Niederösterreich vom 20. November 1969 bis zum 25. November 1979 im Niederösterreichischen Landtag und hatte zwischen 1971 und 1972 das Amt der ÖAAB-Bezirksobfrau inne. Zwischen 1971 und 1981 fungierte sie zudem als Landesobmannstellvertreterin des Österreichischen Arbeiter und Angestelltenbundes. 

## Auszeichnungen
- Silbernes Ehrenzeichen für Verdienste um das Bundesland Niederösterreich (2009)
- Ehrennadel der Stadtgemeinde Poysdorf in Gold (2010)